# Zhouji (socken i Kina, Jiangsu)
Zhouji (kinesiska: 周集, 周集乡) är en socken i Kina. Den ligger i provinsen Jiangsu, i den östra delen av landet, omkring 210 kilometer norr om provinshuvudstaden Nanjing. Antalet invånare är 19964. Befolkningen består av 10 445 kvinnor och 9 519 män. Barn under 15 år utgör 20,0 %, vuxna 15-64 år 66 %, och äldre över 65 år 12,0 %.
Genomsnittlig årsnederbörd är 1 080 millimeter. Den regnigaste månaden är juli, med i genomsnitt 229 mm nederbörd, och den torraste är januari, med 19 mm nederbörd.